# 龙弗日赖
龙弗日赖（法語：Ronfeugerai）是法国奥恩省的一个旧市镇，位于该省西北部，属于阿尔让唐区。该市镇总面积6.57平方公里，2009年时的人口为320人。
龙弗日赖已于2016年1月1日起和相邻的另外7个市镇合并成为了"阿蒂斯-瓦勒德鲁夫尔"（法語：Athis-Val de Rouvre）。

## 人口
龙弗日赖人口变化图示